# 東園基敬
東園 基敬（ひがしその もとゆき）は、江戸時代後期の公卿。東園基貞の子。官位は従三位・右中将、参議。安政勤王八十八廷臣の1人。

## 経歴
文政5年（1822年）に叙爵。文政10年（1827年）に元服。以降累進して嘉永4年（1851年）には左近衛権少将となった。安政2年（1855年）の孝明天皇の行幸の際には舎人1人、随身2人、小舎人童1人、雑色2人を率いて供奉している。安政5年（1858年）には岩倉具視らと共に安政勤王八十八廷臣として行動し、朝廷に列参して日米修好通商条約への勅許に反対した。孝明天皇の支持も得て、幕府による条約勅許の画策を阻止した。しかしこの事が原因で同年に井伊直弼が発動した安政の大獄の際に連座した。
その後明治維新が成り、明治元年（1868年）には従三位参議となった。さらに新政府では参与を務める。明治16年（1883年）、薨去。享年64。子・基愛が家督を継ぎ、後に子爵位を叙爵された。

## 系譜
- 父：東園基貞
- 母：芝山国豊の娘
- 妻：不詳
  - 男子：東園基愛 - 室は久邇宮朝彦親王第二王女・栄子（1868-1949）
  - 次男：桜井供義 - 桜井供愛の養子
  - 三女：嘉禰子 - 植松雅道母
  - 六女：ミツ - 浅野守夫後室
  - 女子：富子 - 水無瀬忠輔室。長女に静子（多嘉王妃）